# Dyseriocrania subpurpurella
Dyseriocrania subpurpurella é uma espécie de insetos lepidópteros, mais especificamente de traças, pertencente à família Eriocraniidae.
A autoridade científica da espécie é Haworth, tendo sido descrita no ano de 1828.
Trata-se de uma espécie presente no território português.